# Бурдяк Юрій Васильович
Ю́рій Васи́льович Бурдя́к — молодший сержант Збройних сил України.

## Життєпис
Народився в селі Завадів, закінчив завадівську школу, у ВПУ № 8 міста Стрия, здобув спеціальність оператора комп'ютерного набору. Працював на ТзОВ «ЛЕОНІ», пройшов строкову службу в ЗСУ, повернувся на попереднє місце роботи.
Мобілізований, військовослужбовець 5-ї роти 2-го батальйону 24-ї окремої механізованої бригади. Зник поблизу с. Сміле (блокпост № 32 на трасі «Бахмутка», Луганська область), з ним пропали ще дві людини. Згодом встановлено його загибель.
Похований в селі Завадів.

## Нагороди та вшанування
31 жовтня 2014 року за особисту мужність і героїзм, виявлені у захисті державного суверенітету та територіальної цілісності України, вірність військовій присязі під час війни на сході України, відзначений — нагороджений орденом «За мужність» III ступеня (посмертно).
В червні 2016 року у Стрию відкрито меморіальну дошку загиблим воякам, серед яких викарбуване й імено Юрія Бурдяка.